# لينا دونهام
لينا دونهام (بالإنجليزية: Lena Dunham)‏ وهي ممثلة وكاتبة ومنتجة ومخرجة أمريكية ولدت في يوم 13 مايو 1986 في مدينة نيويورك في الولايات المتحدة، مثلت في فلم Tiny Furniture ومسلسل غيرلز وقد رشحت ل8 مرات لجائزة إيمي.

## روابط خارجية
- لينا دونهام على موقع IMDb (الإنجليزية)
- لينا دونهام على موقع الموسوعة البريطانية (الإنجليزية)
- لينا دونهام على موقع روتن توميتوز (الإنجليزية)
- لينا دونهام على موقع مونزينجر (الألمانية)
- لينا دونهام على موقع ألو سيني (الفرنسية)
- لينا دونهام على موقع ميوزك برينز (الإنجليزية)
- لينا دونهام على موقع تيرنر كلاسيك موفيز (الإنجليزية)
- لينا دونهام على موقع أول موفي (الإنجليزية)
- لينا دونهام على موقع قاعدة بيانات الأفلام السويدية (السويدية)
- لينا دونهام على موقع إن إن دي بي (الإنجليزية)